# Oscarinus silvanicus
Oscarinus silvanicus är en skalbaggsart som beskrevs av Cartwright 1972. Oscarinus silvanicus ingår i släktet Oscarinus och familjen Aphodiidae. Inga underarter finns listade i Catalogue of Life.